# Chinesische Repetierarmbrust
Eine Chinesische Repetierarmbrust (chinesisch 諸葛弩 / 诸葛弩, Pinyin Zhūgě nǔ, „Zhūgě-Armbrust“) ist eine Bogenwaffe aus China.

## Beschreibung
Eine Chinesische Repetierarmbrust besteht aus Holz, Horn und Metall. Sie ist ohne einen Abzug, wie bei anderen Schusswaffen üblich, ausgestattet, sondern löst den Schuss selbsttätig beim Repetieren. Auf dem Schaft befindet sich ein flaches Holzstück, das eine Nut zur Aufnahme und zum Halten der Bogensehne besitzt. Auf dieses Holzstück ist ein Magazin aufgesetzt, das bis zu zehn Bolzen fassen kann. Am Schaft sowie am Magazin ist ein beweglicher Hebel mit einem Bolzen angebracht, der zum Nachladen dient. Wird der Hebel nach vorn bewegt, hebt sich das Magazin leicht an und gleitet nach vorn. Die Nut in dem flachen Holzstück ergreift die Bogensehne. Beim Zurückbewegen des Hebels wird die Sehne mit zurückgezogen, ein Bolzen löst sich aus dem Magazin und kommt auf dem Schaft zu liegen. Ist der Hebel in seiner Ausgangsposition angekommen, wird die Sehne von einem kleinen Hornstift, der sich in dem flachen Holzstück befindet, ausgelöst, indem der Stift durch sein Auftreffen auf den Schaft nach oben gedrückt wird. Dadurch drückt er die Sehne aus der Arretierungsnut und die Armbrust löst aus. Durch das Vor- und Zurückbewegen dieses Hebels sind hohe Schussgeschwindigkeiten möglich. Die Armbrust besaß keine Zielvorrichtung und wurde aus der Hüfte abgeschossen, das Schaftende ist für diese Position ausgelegt. Die verhältnismäßig niedrige Durchschlagskraft wurde durch die Masse der abgefeuerten Pfeile wettgemacht. Oft waren die Pfeile auch mit Gift präpariert. Die Pfeile selbst sind rund und werden zum Schaftende hin dünner, am Schaftende sind zwei Federn zur Flugstabilisierung angebracht. Die Spitze besteht aus Metall und hat keine Widerhaken.
Benannt wurde die Armbrust nach dem chinesischen Politiker und Strategen Zhūgě Liàng zur Zeit der drei Reiche, wiewohl dieser wohl eher der Erfinder eines Vorläufers der Zhugenu ist, der Liannu.